# 日本イタリア料理協会
一般社団法人日本イタリア料理協会（伊: Associazione Cuochi Cucina Italiana、略称: ACCI）は、日本におけるイタリア料理のシェフなどから成る業界団体。

## 人事一覧
| 役職     | 氏名     | 所属                       |
| -------- | -------- | -------------------------- |
| 会長     | 片岡護   | アルポルト                 |
| 名誉会長 | 落合務   | ラ・ベットラ               |
| 副会長   | 齊藤実   | 和歌山マリーナシティホテル |
| 副会長   | 濱﨑龍一 | リストランテ濱﨑           |
| 副会長   | 原宏治   | アルポンテ                 |
| 監事     | 日高良実 | アクアパッツァ             |

| 役職       | 氏名     | 所属                       |
| ---------- | -------- | -------------------------- |
| 実行委員長 | 鈴木弥平 | ピアットスズキ             |
| 実行委員   | 岡村光晃 |                            |
| 実行委員   | 小川洋行 | リストランテオガワ         |
| 実行委員   | 後藤祐司 | メログラーノ               |
| 実行委員   | 佐藤真一 | クリマ・ディ・トスカーナ   |
| 実行委員   | 直井一寛 | アクアパッツァ             |
| 実行委員   | 新妻直也 | トラットリア・アズーリ     |
| 実行委員   | 仁保州博 | ヴィノヒラタ               |
| 実行委員   | 町田武十 | クチーナヒラタ             |
| 実行委員   | 大井務   | サブゼロ                   |
| 実行委員   | 金子誠彦 | イル・サッジオ             |
| 実行委員   | 小関博之 | 神戸屋レストラン           |
| 実行委員   | 矢口喜章 | チエロ・エ・マーレ         |
| 東海支部長 | 水口秀介 | セッタンタ                 |
| 事務局長   | 岩崎賢太 | 株式会社メディアフレックス |

## 関連リンク
- 一般社団法人日本イタリア料理協会
- 日本イタリア料理協会 (日本イタリア料理協会-204342579591205) - Facebook
- 日本イタリア料理協会 - YouTubeチャンネル